# NGC 5241
NGC 5241 est une galaxie spirale située dans la constellation de la Vierge. Sa vitesse par rapport au fond diffus cosmologique est de 6 775 ± 50 km/s, ce qui correspond à une distance de Hubble de 99,9 ± 7,0 Mpc (∼326 millions d'al). NGC 5241 a été découverte par l'astronome américain Lewis Swift en 1886.
Aucune barre n'est visible sur l'image obtenue des données du relevé Pan-STARRS, la classification de spirale barrée par les bases de données NASA/IPAC et HyperLeda semble donc erronée.
La classe de luminosité de NGC 5241 est I-II. 